# Gare de Hatchōbori
La gare de Hatchōbori (八丁堀駅, Hatchōbori-eki) est une gare ferroviaire japonaise de la ville de Tokyo, située dans l'arrondissement de Chūō. Elle est desservie par la ligne Keiyō de la JR East et la ligne Hibiya du Tokyo Metro.

## Situation ferroviaire
La gare de Hatchōbori est située au point kilométrique (PK) 1,2 de la ligne Keiyō. La station de métro se trouve au PK 10,6 de la ligne Hibiya.

## Histoire
La gare a été inaugurée le 28 février 1963 sur la ligne Hibiya. La ligne Keiyō y arrive le 10 mars 1990.

## Service des voyageurs

### Accueil
La gare, située en souterrain, est ouverte tous les jours.

### Desserte

#### JR East
- Ligne Keiyō :
  - voie 1 : direction Maihama, Nishi-Funabashi (interconnexion avec la ligne Musashino) et Soga
  - voie 2 : direction Tokyo

#### Tokyo Metro
- Ligne Hibiya :
  - voie 1 : direction Naka-Meguro
  - voie 2 : direction Kita-Senju (interconnexion avec la ligne Tōbu Skytree pour Kuki et Minami-Kurihashi)